# Michel Kuehn
Michel Joseph Kuehn (* 7. Oktober 1923 in Saint-Dié-des-Vosges (Sankt Didel), Département Vosges, Frankreich; † 18. September 2012 ebenda) war römisch-katholischer Bischof von Chartres.

## Leben
Michel Joseph Kuehn kam aus einer Familie mit sieben Kindern, wovon zwei Brüder Priester wurden und eine Schwester den Augustiner-Chorfrauen beitrat. Sein Bruder Louis Kuehn war Bischof von Meaux.
Kuehn trat 1941 in das Priesterseminar im Bistum Saint-Dié ein und studierte Philosophie. 1943 wechselte er zum Studium der Katholischen Theologie an das Institut Catholique de Paris. Nach der Priesterweihe am 12. Juli 1947 absolvierte er ein Studium des Zivilrechts und Sozialwissenschaften. 1951 trat er eine Pfarrstelle in Remiremont an. 1958 wurde er Diözesankaplan für die Katholische Aktion und die Pfadfinder. 1962 wurde er Kaplan der nationalen katholischen weiblichen Jugend (Jeunesse indépendante catholique féminine (JICF)) und 1966 zudem der nationalen Katholischen Aktion (Action catholique indépendante (ACI)). Nach vierjähriger Tätigkeit in der Seelsorge in der Pfarrei von Vittel wurde er 1976 zum Generalvikar bestellt.
Papst Paul VI. ernannte ihn am 27. Juli 1978 zum Bischof von Chartres. Die Bischofsweihe spendete ihm der Bischof von Saint-Dié, Jean Vilnet, am 30. September 1978; Mitkonsekratoren waren Eugène-Marie Ernoult, Erzbischof von Sens-Auxerre, und sein Bruder Louis Kuehn, Bischof von Meaux.
Seinem Rücktrittsgesuch aus gesundheitlichen Gründen wurde am 6. April 1991 durch Papst Johannes Paul II. stattgegeben. Er nahm seinen Ruhesitz im Bistum Nancy-Toul und war dort in der Seelsorge tätig. Seit 1998 lebte er im Pflegeheim Saint-Pierre-Fourier in Saint-Dié-des-Vosges. Er wurde in der Bischofskrypta der Kathedrale Saint-Dié in Saint-Dié-des-Vosges bestattet.